# هری ساسونیان
هری ساسونیان (انگلیسی: Harry Sassounian؛ زادهٔ ۱ ژانویهٔ ۱۹۶۳) همچنین معروف به هامبیگ ساسونیان (ارمنی: Համբիկ Սասունյան) که ساعت ۹:۴۰ روز ۲۸ ژانویه ۱۹۸۲ کمال آریکان، کنسول ترکیه در لس آنجلس را ترور نمود و سپس در دادگاه به به حبس ابد محکوم شد. در سال‌های ۲۰۰۶ و ۲۰۱۰ دادگاه درخواست عفو وی را رد کرده‌است.